# Tonka (Mali)
Tonka is een gemeente (commune) in de regio Timboektoe in Mali. De gemeente telt 53.000 inwoners (2009).